# Mopiopia labyrinthea
Mopiopia labyrinthea là một loài nhện trong họ Salticidae.
Loài này thuộc chi Mopiopia. Mopiopia labyrinthea được Cândido Firmino de Mello-Leitão miêu tả năm 1947.